# Dumm gelaufen
Pour plus de détails, voir Fiche technique et Distribution.
Dumm gelaufen (en français Devenu stupide)[réf. nécessaire] est un film allemand réalisé par Peter Timm sorti en 1997.

## Synopsis
Thorsten Harm, jeune agriculteur de l'arrondissement de Frise-du-Nord, et la prostituée Sabrina Rotenbacher forment un couple différent. Alors qu'il veut juste être fermier, Sabrina veut échapper à la prostitution. Les deux se rencontrent dans une décharge alors que chacun veut se débarrasser d'un corps. Thorsten réussit le permis de chasse pour plaire à son père. Lorsqu'il part à la chasse la nuit suivante, afin qu'il puisse enfin avoir un peu de paix, il tire accidentellement sur le chef d'un groupe de défense des droits des animaux qui scie à plusieurs reprises les cabanes des chasseurs dans la région. Le proxénète de Sabrina, Günter, a misé ses économies de 200 000 DM et 50 000 DM supplémentaires de dettes envers Schacke. Le proxénète Schacke et son garde du corps Manfred "Manner" offrent à Günter son billet à ordre en échange des services de Sabrina dans leur bordel. Peu de temps après, lorsque Sabrina veut s'enfuir, il y a une dispute avec Günter, qui se retrouve ensuite coincé sous sa Cadillac lors de travaux de réparation.
Lorsque Sabrina se souvient que Günter a toujours ses papiers, elle se rend à Hambourg avec Thorsten. Les corps de Günter et de l'activiste reposent dans le camion à bestiaux de Harm, qui est accroché à la Cadillac à l'arrière. Bien que Sabrina trouve son passeport au Eros Center sur la Reeperbahn, elle rencontre également Schacke et Manner. Thorsten parvient à la libérer à l'aide de son fusil, qui date de son arrière-grand-père en 1882 (dont il est question à plusieurs reprises dans le film), mais révèle son nom à Schacke et Manner. Ils ne trouvent pas l'argent de Sabrina dans l'appartement de Günter, mais comme Schacke et Manner l'ont également demandé et que l'appartement est dévasté, Sabrina et Thorsten sont sûrs qu'ils n'ont pas encore l'argent et qu'il doit être dans le casier de Günter. Le lendemain matin, les deux sont dans la cour de Harm pour récupérer Sabrina et son argent. Thorsten appelle alors ses camarades chasseurs et leur dit que les vandales qui détruisent toujours les cabanes sont avec lui dans la cour. Les chasseurs se présentent également rapidement dans la cour, affrontent les escrocs de Hambourg et permettent à Sabrina et Thorsten de s'échapper. Avec la clé du casier que Günter portait autour du cou, ils récupèrent enfin l'argent de Sabrina à la gare de Hambourg. Sur le chemin de Hambourg, ils sont suivis par les policiers du village, Hansen et Pohl, après que Sabrina ait détruit le radar automatique avec le fusil. Sabrina et Thorsten ont de la chance dans le malheur lorsqu'ils sont arrêtés par Schacke et Manner sur le chemin du retour de Hambourg. Ils ont désespérément besoin d'un nouveau véhicule après que les chasseurs ont gravement endommagé le leur et pensent que l'argent de Sabrina est toujours dans la valise de la voiture. Cependant, Sabrina a caché l'argent de la valise sous ses vêtements et Schacke et Manner sont appréhendés peu de temps après par les policiers Hansen et Pohl. Ils accusent maintenant les escrocs du meurtre de Günter et de l'activiste dans la caravane, de la destruction de leur équipement et d'autres crimes.
Thorsten et Sabrina passent la nuit ensemble ; le jeune fermier perd enfin sa virginité. Le lendemain matin, il y a un triste adieu lorsque Sabrina le laisse dans le bus qui part de Hambourg. Quelques jours plus tard, cependant, Sabrina est de retour. Elle est tombée amoureuse de Thorsten et a utilisé une partie de son argent pour acheter la chère unité de traite P100 pour la vache préférée de Thorsten, Natalie. Le fermier l'a élevée au biberon et il est le seul à pouvoir la traire. Elle a une allergie au nickel et la traite à la machine est hors de question, mais avec la nouvelle unité de traite, la vache n'a plus d'éruption cutanée. Alors Thorsten peut enfin partir en vacances et décide d'accompagner Sabrina en Espagne.

## Fiche technique
- Titre original : Dumm gelaufen
- Réalisation : Peter Timm assisté de Beate Breddin
- Scénario : Timo Berndt (de)
- Musique : Detlef Petersen
- Direction artistique : Bernd Gaebler
- Costumes : Anne Jendritzko
- Photographie : Fritz Seemann
- Son : Wolfgang Schukrafft
- Montage : Vera van Appeldorn (de)
- Production : Heike Wiehle-Timm (de), Peter Lohner (de)
- Société de production : ProSieben, Relevant Film (de), Rialto Film
- Société de distribution : UFA
- Pays d'origine :  Allemagne
- Langue : allemand
- Format : Couleur - 1,85:1 - Dolby - 35 mm
- Genre : Comédie policière
- Durée : 88 minutes
- Dates de sortie :
  - Allemagne : 17 avril 1997.

## Distribution
- Bernd Michael Lade (de) : Thorsten Harm
- Christiane Paul : Sabrina Rotenbacher
- Robert Viktor Minich (de) : Schacke
- Gennadi Vengerov : Manner
- Matthias Paul : Günter
- Traugott Buhre : le père Harm
- Birke Bruck : la mère Harm
- Natja Brunckhorst : la cheffe
- Florian Lukas : Manuel
- Fabian Busch (de) : Jojo
- Armin Rohde : le policier Hans Peter Hansen
- Paul Herwig : le policier Pohl
- Gerd Croll : Rentner
- Hajo Förster : Reinhard
- Dagmar Sachse (de) : Marlies
- Dieter Einar Junck : le serveur
- Andreas Kunze : Wilhelm
- Walter Stickan (de), Uwe Rohde (de), Gottfried Mehlhorn (de), René Toussaint, Thomas Wüpper (de), Klaus Hoeke : les chasseurs